# Людовик (герцог Бургундский)
Людовик, герцог Бургундский (фр. Louis duc de Bourgogne; 16 августа 1682, Версаль — 18 февраля 1712[…], Марли-ле-Руа) — дофин Франции с 1711 года, сын Людовика Великого Дофина и Марии Анны Баварской, старший внук Людовика XIV.

## Биография
Получил воспитание в духе католического благочестия последних лет правления Короля-Солнца. С 1702 года дед ввёл герцога Бургундского в Государственный совет (к этому времени его младший брат Филипп уже стал королём Испании Филиппом V). На принца влияла придворная «благочестивая партия» (dévots), и он сам вскоре завёл собственную группировку, куда входили его учитель Фенелон, герцоги де Бовийе и де Шеврёз, а также Луи де Сен-Симон (известный мемуарист). Кружок поддерживал идею «просвещённого абсолютизма» и дворянской олигархии с большим количеством консультативных аристократических «советов», одновременно ограничивающих произвол короля и оттеснявших от кормила власти буржуазию. Преждевременная смерть герцога Бургундского помешала планам его кружка осуществиться, однако некоторым схожим тенденциям независимо последовали регент — Филипп II Орлеанский и его преемники. При регентстве недолгое время просуществовала полисинодия, система коллективного руководства, а на протяжении 1715—1789 года буржуазия систематически ограничивалась в правах занимать государственные должности (в отличие от умеренного демократизма, свойственного в этом отношении Людовику XIV).
Среди тогдашнего блестящего версальского двора, герцог Бургундский выглядел чудаком: высокий, несколько сгорбленный, вечно сосредоточенный, умеющий вести только серьезные разговоры, он резко отличался от остального общества и не пользовался популярностью. Еще более способствовало этой непопулярности то, что назначенный главнокомандующим войсками в 1708 году, он, вследствие излишней осторожности и нерешительности, проиграл сражение при Ауденарде и потерял Лилль. 
После кончины отца в 1711 году герцог Бургундский стал наследником престола и дофином, однако уже в феврале 1712 года скончался вместе со своей женой Марией-Аделаидой Савойской от эпидемии кори. Эта болезнь через месяц унесла и их старшего сына, 5-летнего герцога Бретонского. Младший двухлетний ребёнок, герцог Анжуйский, выжил и после смерти прадеда стал в 1715 году королём Людовиком XV.